# Suldan Hassan
Suldan Hassan, född 1 april 1998, är en sverigesomalisk friidrottare (långdistans- och terränglöpning), tävlande för Ullevi FK. Han har vunnit SM-guld två gånger på distansen 5 000 meter,  år 2019 samt 2020. 

## Karriär
Suldan Hassan är född i Somalia, men kom till Sverige som elvaåring.
Vid Terräng-SM år 2013 deltog Hassan i klassen pojkar P16/17. Efter en viss dramatik (Suldan Hassan ledde på slutet ihop med Warsame Hassan, men de sprang fel den sista kilometern och fick nöja sig med andra (Suldan) respektive tredje (Warsame) plats.
Hassan deltog i juli 2015 på 3 000 meter vid ungdoms-VM i Cali, Colombia. Han tog sig från försöken vidare till finalen där han kom på en tiondeplats. I december samma år sprang han i juniorklassen vid terräng-VM som hölls i Hyères, Frankrike. Han kom här in på 29:e plats.
Vid Junior-EM 2017  i Grosseto, Italien, deltog Hassan på 5 000 meter och kom på fjärde plats med tiden 14:51,76 (vann gjorde norrmannen Jakob Ingebrigtsen).
Suldan Hassan togs 2019 ut på 3 000 meter till Inomhus-EM i Glasgow, Storbritannien men slogs ut i försöken.
Vid Sevilla maraton den 18 februari 2024 noterade Hassan ett nytt svenskt rekord på tiden 2:07.35 i sin debut i maraton. Han förbättrade rekordet rejält den 2 mars 2025 när han i Tokyo sprang in på 2:05.57.

## Personliga rekord
| Utomhus - 800 meter – 1.56,35 (Göteborg, Sverige 22 juli 2014) - 1 500 meter – 3.39,18 (Göteborg, Sverige 16 augusti 2019) - 3 000 meter – 7.44.53 (Rivereto, Italien 31 augusti 2022) - 5 000 meter – 13.18.01 (Göteborg, Sverige 29 augusti 2020) - 10 000 meter – 28.31,75 (Stockholm, Sverige 23 juni 2020) - 3 000 meter hinder – 9.31,17 (Norrköping, Sverige 13 juli 2016) - 10 km landsväg – 28.19 (Tokyo, Japan 3 maj 2025) - Halvmaraton – 1:01.56 (Málaga, Spanien 29 oktober 2023) - Maraton – 2:05.55 (Tokyo, Japan 2 mars 2025) | Inomhus - 1 500 meter – 3.43,84 (Stockholm, Sverige 11 februari 2020) - 3 000 meter – 7.50,44 (Gent, Belgien 13 februari 2021) |

### Fotnoter
1. 1 2  ”Terräng-SM 2016”. racetimer.se. http://www.racetimer.se/sv/race/show/3482?layout=racetimer. Läst 1 november 2016.
2. ↑  ”Stora SM 2018”. trackandfield.se. http://www.trackandfield.se/resultat/2018/180824.htm. Läst 5 september 2018.
3. ↑  ”Stafett-SM 2018-05-26/27”. trackandfield.se. http://trackandfield.se/resultat/2018/180526_27.htm. Läst 5 september 2018.
4. ↑  ”Friidrotts-SM 2019 Karlstad”. Arkiverad från originalet den 2 september 2019. https://web.archive.org/web/20190902083413/http://212.247.216.72/friidrott/sm19/result_t.php. Läst 17 september 2019.
5. ↑  ”Stafett-SM 2019-05-25/26”. huddingeais.se. https://data.huddingeais.se/tavling/19/stafettsm/190525.htm. Läst 25 augusti 2019.
6. ↑  ”Resultat: Friidrotts-SM, Uppsala 14‐16.8.20”. friidrottsstatistik.se. https://www.friidrottsstatistik.se/resultsswe.php?CID=12968582&Season=2020. Läst 1 september 2020.
7. ↑  ”Friidrotts-SM, Borås 27-29.8.21”. friidrottsstatistik.se. https://www.friidrottsstatistik.se/resultsswe.php?CID=12994166&Season=2021. Läst 29 augusti 2021.
8. ↑  ”Resultat: SM-JSM22-VSM 10 km, Ystad 23.4.23”. friidrottsstatistik.se. https://www.friidrottsstatistik.se/resultsswe.php?CID=13035550&Season=2023. Läst 7 september 2023.
9. ↑  ”Inomhus-SM 2019”. liveresults.se. https://liveresults.se/competition/inomhus-sm-2019?tab=results. Läst 17 februari 2019.
10. ↑  ”Resultat: Inomhus-SM, Malmö/A 19‐21.2.21 Inne”. friidrottsstatistik.se. https://www.friidrottsstatistik.se/resultsswe.php?CID=12976657&Season=2021. Läst 23 juli 2021.
11. 1 2 3 4 5 6 7 8 9 10 11 12 13  ”Personsida på IAAF:s webbplats” (på engelska). iaaf.org. https://www.iaaf.org/athletes/sweden/suldan-hassan-301054. Läst 2 februari 2020.
12. ↑  ”Sara Holmgren möter Suldan Hassan på ständig jakt att bli bättre”. maraton.se. 14 juli 2019. https://www.marathon.se/nyheter/sara-holmgren-moter/suldan-hassan-pa-standig-jakt-att-bli-battre. Läst 12 oktober 2019.
13. ↑  ”... resp hyperdramatiskt!”. friidrott.se. 26 oktober 2013. Arkiverad från originalet den 22 september 2023. https://web.archive.org/web/20230922101245/https://arkiv.friidrott.se/nyheter.aspx?id=15948. Läst 12 oktober 2019.
14. ↑  ”3 000 Metres Boys  9th IAAF World Youth Championships Cali (Pascual Guerrero), Colombia 15 Jul 2015 - 19 Jul 2015” (på engelska). iaaf.org. https://www.iaaf.org/competitions/iaaf-world-u18-championships/9th-iaaf-world-youth-championships-2015-5408/results/men/3000-metres/final/result. Läst 11 oktober 2019.
15. ↑  ”Spar European Cross Country Championships - Hyères 2015” (på engelska). iaaf.org. https://www.european-athletics.org/competitions/european-cross-country-championships/history/year=2015/results/index.html. Läst 11 oktober 2019.
16. ↑  ”European Athletics U20 Championships - Grosseto 2017” (på engelska). european-athletics.org. https://www.european-athletics.org/competitions/european-athletics-u20-championships/history/year=2017/results/index.html. Läst 11 oktober 2019.
17. ↑  ”European Athletics Indoor Championships - Glasgow 2019” (på engelska). european-athletics.org. https://www.european-athletics.org/competitions/european-athletics-indoor-championships/history/year=2019/results/index.html. Läst 11 oktober 2019.
18. ↑  ”Svenskt maratonrekord av Suldan Hassan i Sevilla”. friidrott.se. 18 februari 2024. Arkiverad från originalet den 18 februari 2024. https://web.archive.org/web/20240218134441/https://www.friidrott.se/tavling-landslag/nyhetsarkiv-tavling-landslag/svenskt-maratonrekord-av-suldan-hassan-i-sevilla/. Läst 18 februari 2024.
19. ↑  S. V. T. Sport (2 mars 2025). ”Friidrott: Suldan Hassan krossade sitt eget maratonrekord – klarade kvalgränsen tilll VM”. SVT Sport. https://www.svt.se/sport/friidrott/suldan-hassan-krossade-sitt-eget-maratonrekord. Läst 4 juni 2025.
20. 1 2 3  ”Personsida på European Athletics' webbplats” (på engelska). european-athletics.org. https://www.european-athletics.org/athletes/group=h/athlete=101922-hassan-suldan/index.html. Läst 11 oktober 2019.